# Kobranocka
Kobranocka — польський рок-гурт, утворений 1985 року у Торуні. Спочатку називався «Latający Pisuar». Невдовзі після дебюту записи гурту з'явилися на хвилях радіо Rozgłośnia Harcerska. В 1986–2005 роках гурт шість разів виступав на фестивалі у Яроцині.
Музика гурту близька до панк-року з пацифістськими текстами. Характерною рисою текстів є наявність багатьох абстракцій, бо їхнім автором зазвичай був Анджей Міхожевський — психіатр за спеціальністю.

## Склад
- Анджей «Kobra» Країнський — вокал, гітара
- Яцек «Szybki Kazik» Бриндаль — бас-гітара, вокал
- Яцек Мочадло — гітара
- Матеуш «Krwawy Mateo» Сендеровський — ударні

## Дискографія
- 1987 Sztuka jest skarpetką kulawego
- 1990 Kwiaty na żywopłocie
- 1992 Ku nieboskłonom
- 1994 Niech popłyną łzy
- 2001 O miłości i wolności
- 2002 Koncert
- 2006 Sterowany jest ten świat]]
- 2008 Kocham cię jak Irlandię. Przystanek Woodstock 2007 Kostrzyn nad Odrą (запис концерту на DVD)
- 2010 SPOX!

### Збірники
- 1999 Gold
- 2004 The Best — Póki to nie zabronione
- 2007 Gwiazdy polskiej muzyki lat 80.